# Fairwater
Fairwater è un comune degli Stati Uniti, situato in Wisconsin, nella Contea di Fond du Lac.